# Proceso exergónico
Un proceso exergónico es aquel en el que existe un flujo positivo de energía desde el sistema hacia el entorno. Esto contrasta con un proceso endergónico. Las reacciones a presión constante, temperatura constante son exergónicas si y solo si el cambio de energía libre de Gibbs es negativo (∆G<0). «Exergonic» (del prefijo exo-, derivado de la palabra griega ἔξω exō, «afuera» y el sufijo -ergonic, derivado de la palabra griega ἔργον ergon, «trabajo») significa «liberar energía en forma de trabajo». En termodinámica, el trabajo se define como la energía que se mueve desde el sistema (la región interna) hacia el entorno (la región externa) durante un proceso determinado.
Todos los sistemas físicos y químicos del universo siguen la segunda ley de la termodinámica y proceden en dirección exergónica. Así, abandonado a sí mismo, cualquier sistema físico o químico procederá, de acuerdo con la segunda ley de la termodinámica, en una dirección que tiende a disminuir la energía libre del sistema y, por lo tanto, a gastar energía en forma de trabajo. Estas reacciones ocurren espontáneamente.
Una reacción química también es exergónica cuando es espontánea. Así en este tipo de reacciones la energía libre de Gibbs disminuye. La entropía está incluida en cualquier cambio de la energía libre de Gibbs. Esto difiere de una reacción exotérmica o una reacción endotérmica donde no se incluye la entropía. La energía libre de Gibbs se calcula con la ecuación de Gibbs-Helmholtz:
{\displaystyle \Delta G=\Delta H-T\cdot \Delta S}
donde:
T = temperatura en kelvins (K)
Δ G = cambio en la energía libre de Gibbs
Δ S = cambio en la entropía (a 298 K) como ΔS = Σ{S(Producto)} − Σ{S(Reactivo)}
Δ H = cambio en la entalpía (a 298 K) como ΔH = Σ{H(Producto)} − Σ{H(Reactivo)}
Una reacción química progresa espontáneamente solo cuando la energía libre de Gibbs disminuye, en ese caso el Δ G es negativo. En reacciones exergónicas el Δ G es negativo y en reacciones endergónicas el Δ G es positivo:
{\displaystyle \Delta _{\mathrm {R} }G<0} exergónico
{\displaystyle \Delta _{\mathrm {R} }G>0} endergónico
donde:
{\displaystyle \Delta _{\mathrm {R} }G} es igual al cambio en la energía libre de Gibbs después de completar una reacción química.